# 샤를 드 공토비롱

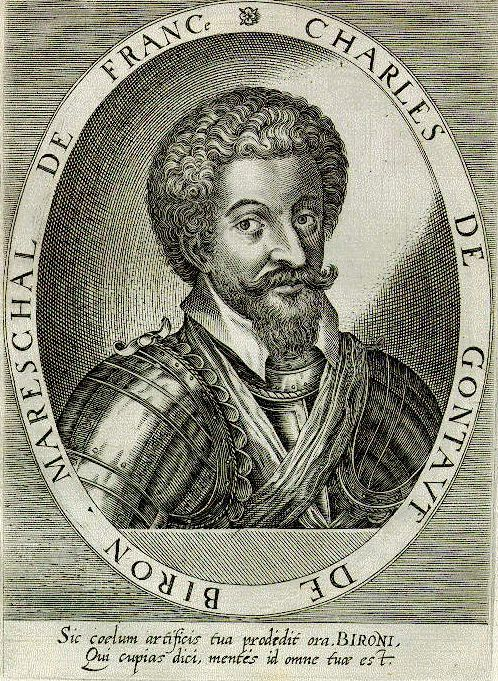
Atrium heroicum Caesarum...에 그려진 초상화, (아우구스부르크(Augsburg) 1600-02

샤를 드 공토비롱(Charles de Gontaut-Biron, 1562년 - 1602년)은 프랑스의 군인으로 앙리 4세의 신뢰가 두터웠고, 프랑스 대원수가 되었지만 국왕을 배신하려한 음모사건의 결과에 따라 처형되었다.

## 생애
1562년 비롱 남작 아르망 드 공트(Armand de Gontaut, baron de Biron)의 아들로써 생브랑샤르(Saint-Blancard)에서 태어나 페리고르 지방의 비롱(Brion)에 있던 일족의 성에서 교육을 받았다(이 성은 현재도 존재한다). 그의 어머니 브리상브르 부인(Madame de Brisambourg)은 프로테스탄트 입장에서 교육을 시켰으나 개종하지는 않았다. 그의 어머니는 프로테스탄트였으나 아버지는 가톨릭이었다.
그는 원수였던 아버지의 지휘하에서 첫 출진을 장식했고, 충실성과 용맹을 갖춰 앙리 4세를 섬기게 되었다. 그리고 1590년 여단장이 되어 아르크 전투, 이브리 전투, 파리 공방전, 루앙 공방전, 오마르 전투 등에서 차례로 전과를 올렸다. 이후 프랑스 종교 전쟁의 후기 가톨릭 동맹을 상대로 국왕측에서 훌륭하게 싸웠다.
왕은 그의 공적을 치하하고 그를 1592년 프랑스, 브르타뉴 제독이 되었고, 1594년 프랑스 원수로 승진한 뒤 브르타뉴 총독, 공작, 연신(duc et pair, 1598년)에 차례로 임명되고, 잉글랜드 여왕 엘리자베스 1세의 외교사절로 파견되었다.
또한 왕은 1595년 퐁텐-프랑세즈 전투에서 비롱의 목숨을 구해주기도 했다. 이후 본(Beaune), 오툉(Autun), 옥손(Auxonne), 디종의 도시를 점령해 1595년 부르고뉴의 통치자가 되었다. 1596년 비롱은 그해를 아르투아(Artois)와 피카르디, 플랑드르에서 스페인과 싸우는데 보냈다. 뒤이어 1598년 베르맹 조약(peace of Vervins)을 체결하기 위해 브뤼셀에 사절로 보내졌다.
이때 그는 왕에 대한 음모를 꾸며 스페인과 사보이 공국과 손을 잡고 고국에 칼을 겨눌 준비를 시작했다. 사보이 공은 앙리 4세를 향한 귀족들이 반란을 일으키도록 일을 꾸미는 대신 3녀를 비롱 공에게 시집보내는 것을 제안했고, 이 반란 중에 비롱 공은 브르타뉴와 프랑슈콩테에 군림하게 되었다.
그 와중에도 그는 사보이 공국(1599-1600년)에 대한 원정에 보내졌다. 이후 잉글랜드와 스위스(1600년)에서 앙리 4세의 외교 사절로 임무를 완료했지만 음모를 조사하던 라팡에 의해 폭로되었다. 비롱 공은 일절 부정했으나 그가 남긴 편지가 이를 소용없게 만들었다. 앙리 4세는 리용에서 한번 그를 용서하고 그후에도 몇번 용서해 주었으나 새롭게 발견되는 증거와 그의 참회가 되풀이 되면서 물거품이 되었다.
그 때문에 그는 1602년 6월 13일 ~ 6월 14일 밤 퐁텐블로에서 체포되었다. 7월 13일 확실한 호위를 받으며 라브앙에서 파리에 도착해 7월 14일 비롱 공은 고발자 앞에 끌려 나오게 되었다. 7월 17일 대역죄의 심리가 고등법원의 판사들에 손에 이루어졌고, 7월 27일 심리에 참가를 거부한 봉신들이 없는 가운데 비롱 공 자신이 출연했다.
7월 29일 비롱 공의 반역에 대한 유죄가 인정되어 사형이 언도되었고, 1602년 7월 31일 바스티유에서 참수형에 처해졌다.

## 창작
비롱 공의 배신과 심리는 잉글랜드 극작가 조지 챔만(George Chapman, 1559?-1634)에 의해 "비롱 공 샤를의 음모와 비극"(The Conspiracy and Tragedy of Charles Duke of Byron, 1608년)이란 작품으로 만들어져 상연되었다.

## 참조
본 문서에는 현재 퍼블릭 도메인에 속한 브리태니커 백과사전 제11판의 내용을 기초로 작성된 내용이 포함되어 있습니다.
- Charles de Montigny. Le Maréchal de Biron: sa vie, son procès, sa mort, 1562-1602 (Paris: Hachette, 1861).
- "Trois pièces concernant l'accusation du duc de Biron: 1602." Documents historiques: 1599-1602. Éd. Eugène Halphen (Paris, 1886)
- Berthold Zeller. Henri IV et Biron, Sully et l'alliance anglaise, 1600-1604, extraits des Économies royales de Sully et des mémoires-journaux de l'Estoile. L'histoire de France racontée par les contemporains (Paris: Librairie Hachette, 1888).
- Roger de Gontaut Biron. Armand de Gontaut, premier maréchal de Biron (1524-1592) (Paris: Plon, 1950).
- Georges Martin. Histoire et généalogie des maisons de Gontaut Biron et d'Hautefort (Lyon: à compte d'auteur, 1995).
- Dictionnaire des Maréchaux de France (Ed. Perrin, 1988)